# Esteban Challis
 (décembre 2017).
Esteban Challis est un acteur de cinéma, de théâtre de télévision et animateur de télévision français né le 29 juin 1979, ancien élève du conservatoire d'art dramatique municipal de Paris (promotion 2005).

## Filmographie

### Cinéma
- 2004 : Les Parisiens de Claude Lelouch
- 2004 : Trois jours, court métrage  de Jean-Marc Rousseau
- 2004 : Vierge(s), court métrage de Jean Luc Herbulot
- 2007 : Mon fils à moi, de Martial Fougeron
- 2009 : Souvenirs, court métrage de Sarah Richardot
- 2009 : Ne te réveille pas, court métrage d'Alieksiei Polieshchuk

### Télévision
- 2005 : SOS 18, de Dominique Baron
- 2013 : Au nom de la vérité, épisode La Manipulation d’une ex, réalisé par Fabrice Groix (TF1)
- 2014 : Petits secrets entre voisins, épisode L'Amour en double, réalisé par Olivier Abbou (TF1)
- 2014 : Made in Groland  (Canal+)
- 2014 : Une histoire, une urgence, épisode Valentine, réalisé par Luc Chalifour (TF1)
- 2016 : Petits secrets entre voisins épisode Un nid à tout prix, réalisé par Jérémie Patier (TF1)
- 2018 : Guépardes, réalisé par Doria Achour et Sylvain Cattenoy (TF1)

### Doublage
- 2023 : The Idol : ? ( ? )[1]

## Émissions de télévision
- 2010 : La Morandini! Academy, sur Direct 8
- 2007 : Les Nuz, d'Olivier Hallé

## Théâtre
- 2004 : Vie des martyrs de G. Duhamel, mise en scène Philippe Perrussel et Christel Calvet, conservatoire d'art dramatique municipal de Paris
- 2005 : Les Chevaliers d'Agnès Desarthe, mise en scène Stéphane Peyra, n Théâtre du Rond-Point et conservatoire d'art dramatique municipal de Paris
- 2008 : Qui m’aime me suive, de Bruno Druart, mise en scène Xavier Letourneur
- 2009 : Les Homos préfèrent les blondes, de Franck Le Hen et Eleni Laiou, mise en scène Christine Guia et Tristan Petitgirard, La Grande Comédie
- 2010 : Dans la peau, d'Hugo Paviot, mise en scène Samuel Ganes, Concours du Théâtre 13
- 2011 : Le Trésor de Mamma Giulia de Jean Franco et Jean Pierre Alain, mise en scène Guillaume Mélanie et Guillaume Bouchède
- 2012 : Bonjour Ivresse !  de Franck Le Hen, mise en scène Christine Hadida, Théâtre du Temple
- 2013 : Bonjour Ivresse ! de Franck Le Hen, mise en scène Christine Hadida, Théâtre du Temple
- 2013 : Dis-Moi oui !, de Louis Michel Collas  mise en scène Eric Laugérias, Théâtre des Mathurins
- 2014 : Bonjour Ivresse ! de Franck Le Hen, mise en scène Christine Hadida, Théâtre du Temple, Théâtre des Feux de la Rampe, Palace pour le Festival d'Avignon off
- 2015 : Le Bal d'Irène Némirovsky, mise en scène Virginie Lemoine et Marie Chevalot
- 2015 : Revenir un jour, remix de Franck Le Hen, mise en scène Eric Delcourt, Théâtre des Feux de la Rampe
- 2016 : Le Putois ne sent pas l'odeur de ses aisselles d'Anne Buffet et Stéphane Hausauer, mise en scène des auteurs, Théâtre de la Contrescarpe, Paris
- 2016 : Psy : on va vous soigner de Nicolas Taffin, mise en scène Nicolas Taffin, Théâtre de Jeanne à Nantes
- 2017 : Psy : on va vous soigner de Nicolas Taffin, mise en scène Nicolas Taffin, Atelier des artistes de St-Mexant
- 2017 : Couple, mode d'emploi de Patrice Lemercier, mise en scène Nathalie Hardouin, Théâtre la Boussole
- 2017 : Mon mari est un emploi fictif de Jérémy Wulc, mise en scène Aline Gaillot, Théâtre la Boussole
- 2017 : Après le Mariage, les emmerdes de Sophie Depooter et Pierre Léandri, mise en scène Michael Koné, Théâtre la Boussole
- 2018 : Le Ticket gagnant de Virginie Caloone et Tristan Zerbib, mise en scène Christophe Segura, Comédie Bastille